# 千咲えみ
千咲 えみ（ちさき えみ、1月1日 - ）は、OSK日本歌劇団の娘役トップスター。東京都調布市出身。A型 

## 略歴
- 2011年、OSK日本歌劇団研修所入学。89期生。同期に『翼和希』、『穂香めぐみ(OG)』ら。
- 2012年2月、なんばHatchで上演された太鼓歌劇「ブラインド」に、88期生と共に舞台実習生として出演[2]。
- 2013年4月、OSK日本歌劇団入団。同月の日生劇場／大阪松竹座『レビュー春のおどり～桜咲く国』で劇団員としての初舞台を踏む。
- 2018年4月、道頓堀角座「Revue Japan」、「Fire Agate」にて中劇場公演にて娘役筆頭として出演、2019年より娘役の2番手に昇格した。
- 2021年4月、新トップスター楊琳の就任に合わせ、舞美りらとともに娘役トップスターに就任[3]。

## 主な舞台
2012年
- 2月、なんばHatch『ブラインド』*研修生
- 8月、大丸心斎橋劇場『レディレインの肖像 ～フランツその愛～』 *研修生

2013年
- 4月、日生劇場・大阪松竹座『春のおどり～桜咲く国　桜絵草紙／Catch a Chance Catch a Dream』
- 5月、ABCホール『SilverRose～天使の恋人～／The Festival』
- 9月、三越劇場・大丸心斎橋劇場『L’Arc-en-Ciel ～虹色のパリ～／Dispersion ～煌めきの瞬間～』

2014年
- 1-3月、オ・セイリュウ『OSK SHOW in オ・セイリュウ「SOL FANTASTICA」』
- 5・7月、大阪松竹座・新橋演舞場『レビュー春のおどり　桜花抄／Au Soleil ～太陽に向かって』
- 7月、大丸心斎橋劇場『OSK Dramatic Theater「開演ベルは殺しのあとに～刑事X　華麗なる事件簿～」』
- 9月、先斗町歌舞練場／三越劇場／大丸心斎橋劇場『桜NIPPON 踊るOSK 2014　華綾とり／炎舞（カルメンより）』
- 11月、近鉄アート館『プリメール王国物語～愛の奇蹟』

2015年
- 2・8・9月、近鉄アート館・先斗町歌舞練場・三越劇場『That’s DANCIN’Crystal passion～情熱の結晶～』
- 3月、セントラファエロ教会『OSK Revue Cafe』
- 6月、大阪松竹座『レビュー春のおどり　道頓堀開削400年「浪花今昔門出賑」／Stormy Weather』
- 7月、近鉄アート館『プリメール王国物語～愛の奇蹟』
- 10月、近鉄アート館『OSKミュージックスタジオ+牧名ことりファイナルコンサート』
- 11月、京都南座『OSKレビュー in Kyoto　浪花今昔門出賑／Stormy Weather』

2016年
- 1-2月、ナレッジシアター・銀座博品館劇場『カンタレラ2016 ～愛と裏切りの毒薬～』
- 5・7月、大阪松竹座・新橋演舞場『レビュー春のおどり　花の夢 恋は満開／Take the beat!』
- 6月、セントラファエロ教会『PRECIOUS STONES in OSK Revue Cafe』
- 8-9月、近鉄アート館／三越劇場『CRYSTAL PASSION 2016 ～情熱の結晶～　Higher ～空へ～／BLACK AND GOLD』
- 11-12月、近鉄アート館／銀座博品館劇場『ROMEO&JULIET』

2017年
- 1・2月、近鉄アート館・銀座博品館劇場『真・桃太郎伝説「鬼ノ城～蒼煉の乱～」』マオリ（雉）役[4]
- 4月、近鉄アート館『Precious Stones』LAPIS LAZULI ～ラピスラズリ～
- 6・8月、大阪松竹座・新橋演舞場『レビュー春のおどり　桜鏡 ～夢幻義経譚～／Brilliant Wave ～100年への鼓動～ 』
- 10-11月、たけふ菊人形『第38回 たけふレビュー ～OSKシンフォニー～』

2018年
- 2-3月、銀座博品館劇場／大丸心斎橋劇場『三銃士 La seconde』[5]
- 4-5月、DAIHATSU MOVE 道頓堀角座『Fire Agate～躍動～』 ＊娘役筆頭
- 4-7月、DAIHATSU MOVE 道頓堀角座『REVUE JAPAN～GEISHA & SAMURAI～』 ＊娘役筆頭
- 6-7月、DAIHATSU MOVE 道頓堀角座『LARIMAR～海風にのって～』 ＊娘役筆頭
- 8月、近鉄アート館『My Dear～OSK ミー＆マイガール ～』＊ヒロイン
- 10月、セントラファエロ教会『OSK Revue Cafe ～FOUR SEASONS～』

2019年
- 3・4月、近鉄アート館・COOL JAPAN PARK OSAKA『新撰組 コンチェルト ～狂奏曲～』 ＊娘役筆頭[6]
- 3・4月、新橋演舞場・大阪松竹座『レビュー春のおどり　春爛漫桐生祝祭／STORM of APPLAUSE』
- 6月、大丸心斎橋劇場『Salieri&Mozart ～愛と憎しみの輪舞』コンスタンツェ ＊ヒロイン[7]
- 7月、京都南座『OSK SAKURA REVUE　歌劇 海神別荘／STORM of APPLAUSE』
- 7月、京都南座『OSK SAKURA NIGHT ～夢見ていよう～』
- 9-12月、DAIHATSU 心斎橋角座『REVUE JAPAN～GEISHA & SAMURAI～』 ＊娘役筆頭
- 12月、ABCホール『天使の歌が聞こえる』- ジェームスの妹役 ＊娘役筆頭[8]

2020年
- 1月、銀座博品館劇場『天使の歌が聞こえる』- ジェームスの妹役 ＊娘役筆頭[9]
- 2月、近鉄アート館『愛と死のローマ～シーザーとクレオパトラ（2/29～3/3 公演中止）』 - セルウィリア役[10]
- 4・5月、大阪松竹座・新橋演舞場『レビュー春のおどり　ツクヨミ～the moon～／Victoria!（公演中止）』
- 11月、大阪松竹座『OSKだよ全員集合！Memorial Show & Premium Talk』
- 12月、近鉄アート館『愛と死のローマ～シーザーとクレオパトラ』 - セルウィリア役[11][12]

2021年
- 1・3月、大阪松竹座・新橋演舞場『レビュー春のおどり　ツクヨミ ～the moon～／Victoria!』[13]

### 娘役トップスター就任後
2021年
- 6月、大阪松竹座『レビュー夏のおどり「STARt」（6/12～13、19～20公演中止）』[14]
- 8月、新橋演舞場『レビュー夏のおどり「STARt」』[15][16]

2022年
- 1月、大阪松竹座『劇団創立１００周年記念式典』[17]
- 2・3月、大阪松竹座・新橋演舞場『OSK日本歌劇団創立100周年記念公演「レビュー春のおどり」　光／INFINITY』（2/5～13 公演中止） [18][19]
- 7月、京都南座『2022年劇団創立100周年記念「レビューin Kyoto」　ミュージカルロマン 陰陽師／INFINITY』[20][21]
- 10月、たけふ菊人形『第42回「たけふレビュー」』
- 11月、枚方市総合文化芸術センター『大阪府枚方市公演「Diamond Quality」』

2023年
- 2月、大阪松竹座・新橋演舞場『レビュー春のおどり　ミュージカル・アクト「レ・フェスティバル」／未来への扉～Go to the future～』 [22][23]
- 7月、COOL JAPAN PARK OSAKA『レビュー Road to 2025!!　春・夏・秋・冬／HEAT!!』
- 11月、京都南座『レビュー in Kyoto Go to the future～京都から未来へ～』[24][25]
- 12月、先斗町歌舞練場『ZIPANGU 光が彩る演舞祭』※OSK日本歌劇団は2部(約15分)のみ単独で出演 [26]

2024年
- 4月、大阪松竹座『レビュー春のおどり 春楊桜錦絵／BAILA BAILA BAILA』 [27][28]
- 6月、北國新聞赤羽ホール『いしかわ芸術新時代「翼和希レビューショーin金沢」』
- 7月、京都南座『レビュー in Kyoto BAILA BAILA BAILA 南座バージョン』 [29]
- 8月、新橋演舞場『レビュー 夏のおどり』 [30]
- 10月、シンフォニア岩国『OSK日本歌劇団 レビュー in IWAKUNI』 [31][32]
- 11月、COOL JAPAN PARK OSAKA『レビュー Road to 2025!!　四季彩／Shining Life』 [33][34]

2025年
- 1月、Singtel Waterfront Theatre『シンガポール特別公演　Les Ailes』[35]
- 2月、ナレッジシアター・銀座博品館劇場『三銃士　THE THREE MUSKETEERS』 - コンスタンス役[36][37]
- 3月、メニコンシアターAoi・ベッセルおおち『レゼル Les Ailes～』[38]
- 4月、京都南座『レビュー in Kyoto　〜レゼル〜 Les Ailes 南座バージョン』[39][40]
- 6月、大阪松竹座『レビュー 春のおどり　翔〜Fly High〜／The Legendary!』[41][42]
- 8月、新橋演舞場『レビュー 夏のおどり　翔〜Fly High〜／The Legendary!』[43]
- 9月、英国 HOME Manchester Theatre『OSK 日本歌劇団レビューショー』[注釈 1][44]
- 9月、COOL JAPAN PARK OSAKA『EXPO2025!! REVUE OSAKA』
- 11月 - 2026年2月、全国巡業『翼和希 全国巡業公演』

### OSK Revue Cafe in Brooklyn Parlor OSAKA
2020年
- 8-9月、『楊琳LIVE（無観客ライブ配信）』
- 8月、『BPまつり（無観客ライブ配信）』
- 10月、『楊琳LIVE』

2021年
- 4月、『楊琳「Celebration Party」』
- 9月、『La cerise』 ＊主演
- 12月、『翼和希 Special LIVE』

2022年
- 3-4月、『翼和希 Special LIVE』

2023年
- 4-5月、『楊琳 Special SHOW』
- 9月、『Twinkle』

### テレビ・ラジオ番組
- 連続テレビ小説「ブギウギ」第25週（2024/3/18～の週、NHK）[45]
- 第24回 わが心の大阪メロディー（2024年11月5日、NHK）[46][47]

### イベント
- 2012年1月、ホテルアウィーナ大阪『桜の会 New Year Party 2012』
- 2012年4月、大阪松竹座『創立90周年感謝の夕べ ～夢の絆～』
- 2012年8月、クレオ大阪西『BRILLANTEコンサート』
- 2014年12月、ラグナヴェールOSAKA『CHRISTMAS PREMIUM SHOW』
- 2015年3月、トリイホール『上方文化再生フォーラム』
- 2017年4月、インテックス大阪会場内UTAGE館『’17食博覧会・大阪』
- 2017年7月、ホテル日航大阪『OSK日本歌劇団創立95周年記念「桜まつり All Stars」』
- 2017年8月、Koboパーク宮城『「東北楽天ゴールデンイーグルス」始球式』
- 2019年10月、道頓堀相合橋特設ステージ『道頓堀リバーフェスティバル「道頓堀川面舞台2019」』
- 2022年4月、郷の音ホール『「三田さくら物語」キックオフイベント』
- 2022年5月、西陣織会館『レビュー in Kyotoキャンペーン』[48]
- 2022年7月、とんぼりリバーウォーク『道頓堀川万灯祭 2022』
- 2022年9月、大阪市中央公会堂大集会室『OSK日本歌劇団創立100周年記念コンサート』
- 2022年11月、道頓堀相合橋特設ステージ『道頓堀リバーフェスティバル「道頓堀川面舞台2022」』
- 2023年3月、千日亭『上方文化講座「OSKの世界」ゲストトーク』
- 2023年3月、『wakupaku Live Kitchen』
- 2023年4月、郷の音ホール野外ステージ『さんだ桜まつり』
- ニコニコ超会議2023 超時空劇場（2023年4月29日、幕張メッセ）[49]
- 第3回たまゆらフェスタ「UNIFORM EXPO2023」（2023年9月9日、グランキューブ大阪）[50]
- 今宮戎神社 宝恵駕行列（2024年1月10日、とんぼりリバーウォーク～今宮戎神社）[51]
- 「大阪文化祭 〜大阪国際文化芸術プロジェクト×大阪芸術大学〜」（2025年5月11日、EXPOホール「シャインハット」）[52]